# 张家咀水库
张家咀水库是中国湖北省黄冈市英山县境内的一座水库，位于浠水支流西河上，建于1976年。水库正常库容为6700万立方米，平均水深为27.40米，集雨面积为115平方千米，海拔为249米。